# Drenova (Brus)
Drenova (Servisch cyrillisch Дренова) is een plaats in de Servische gemeente Brus. De plaats telt 102 inwoners (2002).